# ثيوإستر

بنية عامة للثيو إستر

الثيوإسترات هي مركبات ذات المجموعة الوظيفية C-S-CO-C. وهي ناتج الأسترة بين حمض كربوكسيلي وثيول. 